# Hermann Liechti
Hermann Liechti (* 12. Dezember 1850 in Murten; † 3. März 1921 ebenda, reformiert, heimatberechtigt in Landiswil und Murten) war ein Schweizer Politiker (FDP).

## Biografie
Hermann Liechti kam am 12. Dezember 1850 in Murten als Sohn des Weinhändlers Johann-Christian Liechti und der Anna-Barbara geborene Maeder zur Welt. Nach Absolvierung der Sekundarschule in Murten nahm Hermann Liechti ein Forstingenieurstudium am Eidgenössischen Polytechnikum Zürich auf, das er im Jahr 1871 abschloss.
In der Folge war er bis 1877 als Inspektor in den Bezirken Greyerz und Veveyse, anschliessend bis 1886 im See- sowie im Broyebezirk und schliesslich bis 1912 als Forst- und Domänenverwalter der Stadt Murten tätig. Daneben diente er in der Schweizer Armee im Rang eines Obersten.
Hermann Liechti war verheiratet mit Elisabeth, der Witwe des Jean-Frédéric Widmer sowie Tochter des Bauern Jakob Gutknecht. Er verstarb am 3. März 1921 im Alter von 70 Jahren in Murten.

## Politische Ämter
Hermann Liechti, Mitglied der Freisinnig-Demokratischen Partei gehörte von 1876 bis 1921 dem Gemeinderat (Exekutive) von Murten an. Im gleichen Zeitraum vertrat er seine Partei im Freiburger Grossen Rat (1917 als Präsident). Zudem fungierte er als Präsident der Freiburger FDP. Darüber hinaus wurde er bei den Parlamentswahlen 1911 in den Nationalrat gewählt, scheiterte aber 1919 an der Wiederwahl.
Hermann Liechtis Engagement galt hauptsächlich der Juragewässerkorrektion, der Trockenlegung und Urbarmachung des Grossen Mooses sowie der Veränderung der Seeufer.